# Cape Grafton
Cape Grafton är en udde i Australien. Den ligger i delstaten Queensland, omkring 1 400 kilometer nordväst om delstatshuvudstaden Brisbane.
Trakten är tätbefolkad. Närmaste större samhälle är Cairns, omkring 17 kilometer sydväst om Cape Grafton. 
I omgivningarna runt Cape Grafton växer i huvudsak städsegrön lövskog. Savannklimat råder i trakten. Genomsnittlig årsnederbörd är 1 800 millimeter. Den regnigaste månaden är mars, med i genomsnitt 445 mm nederbörd, och den torraste är september, med 23 mm nederbörd.